# Ефе Еме
„Ефе Еме“ (на испански: Efe Eme) е испаноезично музикално списание, посветено на рок и поп музиката, с акцент върху испанската и латиноамериканската музика, както и всичката популярна музика.
Основите му са положени от Диего Манрике и Хуан Пукадес, а първият брой излиза през ноември 1998 година. Оттогава насетне отработва собствен стил, в който музиката на испански и класическият рок имат приоритет, а редакторската политика е като цяло еклектична. На страниците му намират място знакови журналисти от испанската музикална сфера, като Диего Манрике, Мончо Алпуенте, Карлос Тена и Луис Лапуенте. В настоящето се е утвърдило като електронна публикация с музикално съдържание, което се актуализира ежедневно, с новини, колонки, репортажи, интервюта и ревюта на албуми и книги.
Списанието се публикува на хартия всеки месец до януари 2007 година. След този период, той се разпространява в пдф формат на страницата си. Редакциите са видими в електронен вид. Въпреки това, в края на 2014 г. започва да се издава отново на хартия, като новото име е Cuadernos Efe Eme (Тетрадките на Ефе Еме), налични за покупка от Интернет.
Измежду сътрудниците се виждат имената на: Сантяго Алканда, Мончо Алпуенте, Хорди Бианкото, Хавиер де Кастро, Хернот Дуда, Висенте Фабуел, Манел Химено, Фернандо Иньигуес, Луис Лапуенте, Сенто Йобей, Хавиер Лосия, Серхио Макароф, Хавиер Маркес, Хуанхо Ордас, Хесус Ордовас, Фернандо Наваро, Фернандо Нейра, Алекс Оро, Виктор Палау, Либерто Пейро, Карлос Перес де Сириса, Мануел Пиньон, Моника Пласа, Сезар Прието, Кармен Салмерон, Карлос Тена, Хорди Туртос, Адриан Вогел, Едуардо Тебар, Хосеми Вайе.
За известно време списанието се придружава от сборник с дискове под името Los discos esenciales de Efe Eme („Най-съществените дискове на Ефе Еме“). Всички дискове съдържат страни „Б“ или необработени версии, които никога не са публикувани преди това. Сред тях място намират: Alta Suciedad на Андрес Каламаро, Cuatro Rosas + Que Dios reparta suerte на Габинет Калигари, El Acto на Паралисис Перманенте и Sin documentos на Лос Родригес.